# Revendications territoriales en Antarctique
 (signalé en juillet 2025).
Si vous disposez d'ouvrages ou d'articles de référence ou si vous connaissez des sites web de qualité traitant du thème abordé ici, merci de compléter l'article en donnant les références utiles à sa vérifiabilité et en les liant à la section « Notes et références ».
- Archive Wikiwix
- Bing
- Cairn
- DuckDuckGo
- E. Universalis
- Gallica
- Google
- G. Books
- G. News
- G. Scholar
- Persée
- Qwant
- (zh) Baidu
- (ru) Yandex
- (wd) trouver des œuvres sur Wikidata

Carte de l'Antarctique, présentant les revendications territoriales des différentes nations concernées.

Au cours du XXe siècle, plusieurs nations ont émis des revendications territoriales sur le continent Antarctique.
Ces revendications ont actuellement peu d'intérêt pratique du fait de la signature du traité sur l'Antarctique en 1959 par les nations en question, mais elles continuent généralement d'être observées par les cartographes.

## Revendications actuelles

### Continent

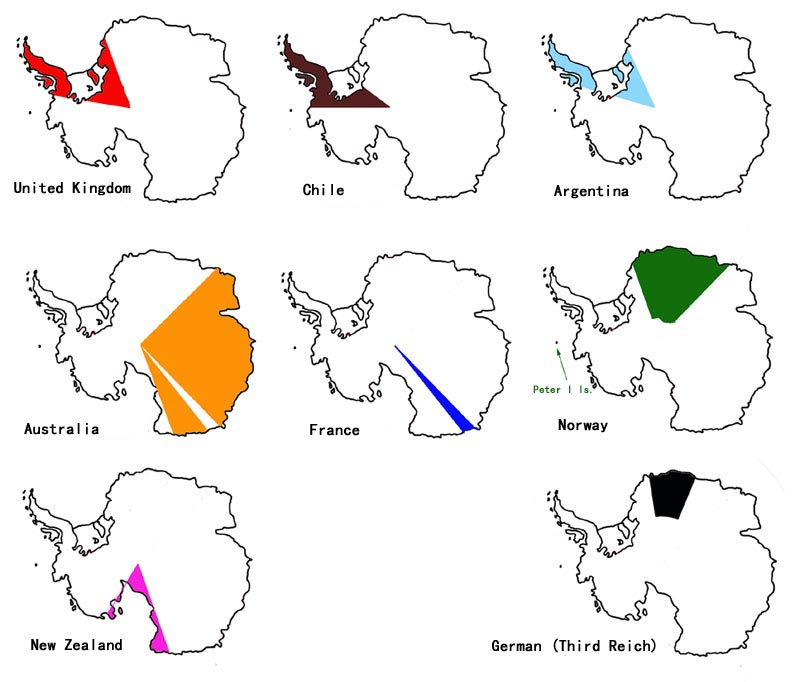
En couleur, de gauche à droite et de haut en bas, revendications territoriales du Royaume-Uni, du Chili, de l’Argentine, de l’Australie, de la France, de la Norvège, de la Nouvelle-Zélande, de l’Allemagne (revendication abandonnée).

En 2019, sept pays ont revendiqué des parties du continent Antarctique. Depuis l'entrée en vigueur du traité sur l’Antarctique en 1961, ces revendications ont été ajournées sur la totalité des terres au sud du 60e parallèle sud et la plupart des pays du globe ne les reconnaissent pas.
Aucune autre nation n’a émis de revendication (bien que les États-Unis et la Russie se soient réservé le droit d’en faire).
En l’absence de reconnaissance internationale, ces revendications sont d’une pertinence limitée, sans compter que le continent a été consacré aux missions scientifiques et que toute mission peut s’installer dans n’importe quel endroit, mais elles sont néanmoins signalées comme partie intégrante de leur territoire par les pays concernés. Ainsi, des bases scientifiques ont été installées dans les secteurs revendiqués par d’autres pays, tels la Chine, l’Afrique du Sud, le Japon, les États-Unis (au pôle Sud), ou par des pays revendiquant d’autres secteurs (comme la base franco-italienne Concordia, dans le secteur australien).
À l’exception de l’île Pierre-Ier, toutes les revendications ont pris la forme de secteurs s’étendant jusqu’au pôle Sud, délimités par des degrés de longitude. Aucune revendication n’a été formellement établie entre 60° 00′ S, 150° 00′ O et 60° 00′ S, 90° 00′ O.
En outre, le Brésil a déclaré en 1986 le secteur compris entre 53° O et 28° O comme une « zone d’intérêt ».
| Secteur                                          | Superficie    | Drapeau          | Nom                                 | Pays                                                 | Date                                                 | Administration                                                    |
| ------------------------------------------------ | ------------- | ---------------- | ----------------------------------- | ---------------------------------------------------- | ---------------------------------------------------- | ----------------------------------------------------------------- |
| De 60° 00′ S, 150° 00′ O à 60° 00′ S, 90° 00′ O  | 1 610 000 km2 |                  | Terre Marie Byrd                    | Territoire non revendiqué (excepté l’Île Pierre-Ier) | Territoire non revendiqué (excepté l’Île Pierre-Ier) | Territoire non revendiqué (excepté l’Île Pierre-Ier)              |
| 68° 50′ S, 90° 35′ O                             | 243 km2       | Norvège          | Île Pierre-Ier                      | Norvège                                              | 1929                                                 |                                                                   |
| De 60° 00′ S, 90° 00′ O à 60° 00′ S, 53° 00′ O   | 1 236 000 km2 | Magallanes       | Territoire chilien de l’Antarctique | Chili                                                | 1940                                                 | Région de Magallanes et de l’Antarctique chilien                  |
| De 60° 00′ S, 80° 00′ O à 60° 00′ S, 20° 00′ O   | 1 395 000 km2 | TBA              | Territoire antarctique britannique  | Royaume-Uni                                          | 1908                                                 | Territoire britannique d’outre-mer                                |
| De 60° 00′ S, 74° 00′ O à 60° 00′ S, 25° 00′ O   | 965 314 km2   | Tierra del Fuego | Antarctique argentin                | Argentine                                            | 1904                                                 | Province de Terre de Feu, Antarctique et Îles de l'Atlantique Sud |
| De 60° 00′ S, 20° 00′ O à 60° 00′ S, 44° 38′ E   | 2 500 000 km2 | Norvège          | Terre de la Reine-Maud              | Norvège                                              | 1939                                                 |                                                                   |
| De 60° 00′ S, 44° 38′ E à 60° 00′ S, 136° 11′ E  | 6 119 818 km2 | Australie        | Territoire antarctique australien   | Australie                                            | 1933                                                 | Territoires extérieurs australiens                                |
| De 60° 00′ S, 142° 02′ E à 60° 00′ S, 160° 00′ E | 6 119 818 km2 | Australie        | Territoire antarctique australien   | Australie                                            | 1933                                                 | Territoires extérieurs australiens                                |
| De 60° 00′ S, 136° 11′ E à 60° 00′ S, 142° 02′ E | 432 000 km2   | Terre Adélie     | Terre Adélie                        | France                                               | 1924                                                 | Terres australes et antarctiques françaises                       |
| De 60° 00′ S, 160° 00′ E à 60° 00′ S, 150° 00′ O | 450 000 km2   | Nouvelle-Zélande | Dépendance de Ross                  | Nouvelle-Zélande                                     | 1923                                                 |                                                                   |

### Îles
Les îles situées en dessous du parallèle 60° S sont tout autant concernées par le traité sur l'Antarctique que le continent lui-même. Les îles suivantes (liste non exhaustive), situées dans le prolongement des secteurs (sauf l'île Pierre-Ier), sont revendiquées par les pays cités entre parenthèses :
- Île Alexandre-Ier (Argentine, Chili et Royaume-Uni)
- Îles Balleny (Nouvelle-Zélande)
- Île Coulman (Nouvelle-Zélande)
- Île Pierre-Ier (Norvège)
- Île Roosevelt (Nouvelle-Zélande)
- Île de Ross (Nouvelle-Zélande)
- Île Scott (Nouvelle-Zélande)
- Îles Orcades du Sud (Argentine et Royaume-Uni)
- Îles Shetland du Sud (Argentine, Chili et Royaume-Uni)

Les îles du Sud des océans Atlantique, Indien et Pacifique situées au nord du parallèle 60° S, dites sub-antarctiques, ne sont pas concernées par le traité sur l'Antarctique.

## Revendications historiques
Du 19 janvier 1939 au 8 mai 1945, pendant le Troisième Reich, l'Allemagne nazie revendiqua le secteur compris entre 20° E et 10° O (sur le secteur norvégien) sous le nom de Neuschwabenland (Nouvelle-Souabe), une zone d'une superficie d'environ 600 000 km2.

## Territoires non revendiqués
- Terre Marie Byrd (limites non définies exactement, comprises entre 158° O et 103° 24' O).